# Con spirito
Con spirito is een Italiaanse muziekterm die aangeeft dat een passage of een muziekstuk met geestdrift uitgevoerd moet worden. "Met geestdrift" of "Met bezieling" is een vrij brede term en betekent zoveel als "met enthousiasme" of "met elan". Een stuk met deze aanduiding moet dus zeker niet gespeeld worden zonder te pogen enige emotie over te brengen. In principe heeft de aanwijzing, als voordrachtsaanwijzing, geen invloed op de te gebruiken dynamiek of het te spelen tempo. Echter wordt de aanwijzing vaak gekoppeld aan een tempo-aanwijzing, bijvoorbeeld Allegro con spirito, wat bijvoorbeeld het geval is in het eerste deel van het trompetconcert in E groot van Johann Nepomuk Hummel, wat is geschreven als eerbetoon aan Anton Weidinger. In dat geval is die invloed op het tempo uiteraard wel aanwezig. De aanwijzing spiritoso betekent geestdriftig en betekent in de praktijk nagenoeg hetzelfde als 'con spirito'.